# 217 (число)
217 (Дві́сті сімна́дцять) — натуральне число між 216 та 218.
- 217 день в році — 5 серпня (у високосний рік 4 серпня).

## В інших галузях
- 217 рік, 217 до н. е.
- В Юнікоді 00D9  16  — код для символу «U» (Latin Capital Letter U With Grave).
- NGC 217 — галактика в сузір'ї Кит.